# Garfield (film)
Garfield (titlu original: Garfield: The Movie) este un film de comedie american din 2004 bazat pe banda desenată Garfield de Jim Davis. Regizat de Peter Hewitt și scris de Joel Cohen și Alec Sokolow, filmul îi are în rolurile principale pe Breckin Meyer ca Jon Arbuckle, Jennifer Love Hewitt ca Dr. Liz Wilson și prezintă pe Bill Murray ca vocea lui Garfield, care a fost creat prin imagine generată de computer.
Produs de Davis Entertainment și 20th Century Fox, Garfield a fost lansat la cinematografe în Statele Unite ale Americii pe 11 iunie 2004. Deși a fost primit cu răceală de către critici, a fost un succes comercial, încasând 208 milioane de $ pe un buget de 50 de milioane de $. A fost urmat de continuarea Garfield 2 în 2006.